# Xystophora asthenodes
Xystophora asthenodes är en fjärilsart som beskrevs av Edward Meyrick 1923. Xystophora asthenodes ingår i släktet Xystophora och familjen stävmalar. Inga underarter finns listade i Catalogue of Life.